# 原古蜥科
原古蜥科（Protorothyrididae）是群小型、類似蜥蜴的爬行動物，生存於石炭紀晚期到二疊紀早期的北美洲。牠們的顱骨沒有洞孔，如同現代烏龜，因此過去被歸類於無孔亞綱的大鼻龍目，但目前被認為與雙孔亞綱同屬真爬行動物演化支。
許多原始爬行動物過去曾被歸類於原古蜥科，例如：林蜥、古窗龍、Brouffia、Coelostegus，近年被發現是更原始的真爬行動物。